# Alexandra Silk

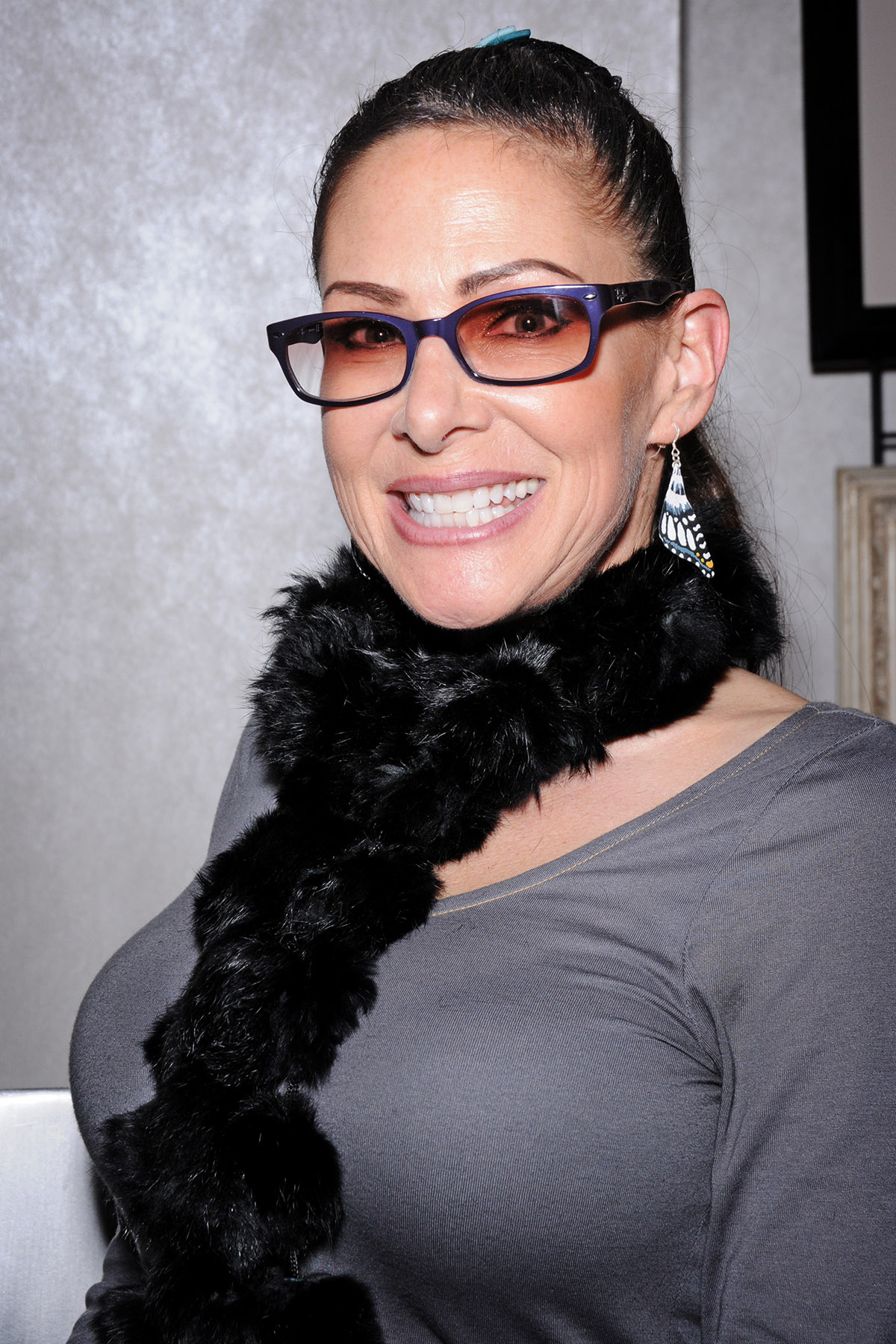
Alexandra Silk (2014)

Alexandra Silk (* 19. September 1963 als Tamar Jones in Long Island, New York) ist eine US-amerikanische Pornodarstellerin und Regisseurin und Mitglied der AVN Hall of Fame.

## Karriere
Alexandra Silk, die vorher als Stripperin gearbeitet hatte, begann ihre Pornokarriere im Jahr 1996. Laut IAFD hat sie in 447 Filmen mitgespielt. In drei Filmen führte sie selbst Regie.
Sie spielte unter anderen für Playboy TV in der Serie Sex Court mit und war auch in zahlreichen Männermagazinen zu sehen, u. a. dem Playboy und Maxim.
Silk war dreimal für den AVN Award und einmal für den XRCO Award nominiert. Im Jahre 2008 wurde sie in die AVN Hall of Fame aufgenommen.

## Auszeichnungen
- 2008 AVN Hall of Fame[1]

Nominierungen
- 1999 XRCO Award – Unsung Siren[2]
- 2000 AVN Female Performer of the Year[3]
- 2002 AVN Best Anal Sex Scene – Film für Taken (mit Herschel Savage)[4]
- 2004 AVN Best Actress – Video für Stud Hunters [5]